# Eumolpianus eutamiadis
Eumolpianus eutamiadis är en loppart som först beskrevs av Augustson 1942.  Eumolpianus eutamiadis ingår i släktet Eumolpianus och familjen fågelloppor. Inga underarter finns listade i Catalogue of Life.